# Panama az 1984. évi nyári olimpiai játékokon
Panama az egyesült államokbeli Los Angelesben megrendezett 1984. évi nyári olimpiai játékok egyik részt vevő nemzete volt. Az országot az olimpián 5 sportágban 8 sportoló képviselte, akik érmet nem szereztek.

## Atlétika
Férfi
| Versenyző         | Versenyszám | Előfutam | Előfutam | Előfutam | Negyeddöntő | Negyeddöntő | Negyeddöntő | Elődöntő | Elődöntő | Elődöntő | Döntő   | Döntő    |
| Versenyző         | Versenyszám | Idő      | Hely.    | Össz.    | Idő         | Hely.       | Össz.       | Idő      | Hely.    | Össz.    | Idő     | Helyezés |
| ----------------- | ----------- | -------- | -------- | -------- | ----------- | ----------- | ----------- | -------- | -------- | -------- | ------- | -------- |
| Alfonso Pitters   | 100 m       | 10,50    | 2.       | 22.      | 10,63       | 8.          | 33.         | kiesett  | kiesett  | kiesett  | kiesett | kiesett  |
| Florencio Aguilar | 200 m       | 21,50    | 4.       | 37.      | kiesett     | kiesett     | kiesett     | kiesett  | kiesett  | kiesett  | kiesett | kiesett  |

## Birkózás
Szabadfogású
| Versenyző   | Versenyszám | Vigaszágas kiesés                                                    | Vigaszágas kiesés | 5. helyért        | Bronz- mérkőzés   | Döntő             | Helyezés    |
| Versenyző   | Versenyszám | Ellenfél Eredmény                                                    | Hely.             | Ellenfél Eredmény | Ellenfél Eredmény | Ellenfél Eredmény | Helyezés    |
| ----------- | ----------- | -------------------------------------------------------------------- | ----------------- | ----------------- | ----------------- | ----------------- | ----------- |
| Saúl Leslie | 57 kg       | A csoport · Orlando Cáceres (PUR) · 4–14 · Rohtas Singh (IND) · 0–12 | 7.                | kiesett           | kiesett           | kiesett           | helyezetlen |

## Súlyemelés
| Versenyző       | Versenyszám | Szakítás                 | Szakítás                 | Lökés    | Lökés    | Összesen | Helyezés |
| Versenyző       | Versenyszám | Eredmény                 | Helyezés                 | Eredmény | Helyezés | Összesen | Helyezés |
| --------------- | ----------- | ------------------------ | ------------------------ | -------- | -------- | -------- | -------- |
| José Díaz       | 52 kg       | 95,0                     | 8.                       | 125,0    | 4.       | 220,0    | 7.       |
| Tómas Rodríguez | 60 kg       | 115,0                    | 8.                       | 135,0    | 13.      | 250,0    | 11.      |
| Ricardo Salas   | 82,5 kg     | érvényes kísérlet nélkül | érvényes kísérlet nélkül | 172,5    | 13.      | kiesett  | kiesett  |

## Úszás
Férfi
| Versenyző        | Versenyszám  | Előfutam | Előfutam | Előfutam | Döntő   | Döntő   | Döntő   | Helyezés |
| Versenyző        | Versenyszám  | Idő      | Hely.    | Össz.    | Típus   | Idő     | Hely.   | Helyezés |
| ---------------- | ------------ | -------- | -------- | -------- | ------- | ------- | ------- | -------- |
| Manuel Gutiérrez | 100 m mell   | 1:06,07  | 5.       | 26.      | kiesett | kiesett | kiesett | kiesett  |
| Manuel Gutiérrez | 200 m mell   | 2:23,02  | 2.       | 19.      | B       | 2:23,13 | 8.      | 16.      |
| Manuel Gutiérrez | 200 m vegyes | kizárták | kizárták | kizárták | kiesett | kiesett | kiesett | kiesett  |

## Vívás
Női
| Versenyző      | Versenyszám | Selejtező | Selejtező | Selejtező         | Selejtező | Selejtező         | Selejtező | Főtábla           | Főtábla           | Vigaszág          | Vigaszág          | Negyeddöntő       | Elődöntő          | Döntő             | Helyezés |
| Versenyző      | Versenyszám | 1. kör | 1. kör    | 2. kör            | 2. kör    | 3. kör            | 3. kör    | 1. kör            | 2. kör            | 1. kör            | 2. kör            | Negyeddöntő       | Elődöntő          | Döntő             | Helyezés |
| Versenyző      | Versenyszám | Ellenfél Eredmény | Hely.     | Ellenfél Eredmény | Hely.     | Ellenfél Eredmény | Hely.     | Ellenfél Eredmény | Ellenfél Eredmény | Ellenfél Eredmény | Ellenfél Eredmény | Ellenfél Eredmény | Ellenfél Eredmény | Ellenfél Eredmény | Helyezés |
| -------------- | ----------- | --- | --------- | ----------------- | --------- | ----------------- | --------- | ----------------- | ----------------- | ----------------- | ----------------- | ----------------- | ----------------- | ----------------- | -------- |
| Barbra Higgins | Tőr, egyéni | 5. csoport · Caroline Mitchell (CAN) · 3–5 · Oikava Azusza (JPN) · 0–5 · Li Hua-hua (Li Huahua) (CHN) · 0–5 · Carola Cicconetti (ITA) · 1–5 · Liz Thurley (GBR) · 1–5 · Laurence Modaine-Cessac (FRA) · 1–5 | 7.        | kiesett           | kiesett   | kiesett           | kiesett   | kiesett           | kiesett           | kiesett           | kiesett           | kiesett           | kiesett           | kiesett           | 42.      |